# Unidad Christina Crain
La Unidad Christina Melton Crain (Christina Melton Crain Unit), anteriormente la Unidad de Gatesville (Gatesville Unit), es una prisión del Departamento de Justicia Criminal de Texas (TDCJ por sus siglas en inglés) para mujeres en Gatesville, Texas. Es la prisión estatal para mujeres más grande en Texas.

## Historia
La Unidad Gatesville, que fue establecido en partes de la ex-Escuela Estatal de Gatesville, un reformatorio para niños, se abrió en el agosto de 1980. Las partes de la Escuela Estatal de Gatesville que se convirtió en la Unidad Crain incluyen las escuelas Live Oak, Riverside, Sycamore, Terrace, y Valley. Las escuelas Hackberry y Hilltop se convirtieron en la Unidad Hilltop. La unidad fue nombrado después de la ciudad de Gatesville.
En 2008 la Junta de Justicia Criminal de Texas votó unánimemente para cambiar el nombre de la prisión a la Unidad Christina Crain después Christina Melton Crain, la primera mujer presidente de la junta; en ese día el cambio de nombre fue efectiva inmediatamente. Crain, una residente del barrio Preston Hollow en Dallas, era una abogada. Crain dejó su posición en la junta en el mayo de 2008.